# جيمس إدوارد فولتون
جيمس إدوارد فولتون (بالإنجليزية: James Edward Fulton)‏ هو مهندس مدني ومهندس نيوزيلندي، ولد في 11 ديسمبر 1854، وتوفي في 6 ديسمبر 1928.